# Leandro Diema
Leandro Alberto Diema (nacido el 27 de octubre de 1979 en San Lorenzo) es un futbolista argentino. Juega como marcador de punta derecha y su primer club fue Rosario Central.

## Carrera
Su debut en Primera División jugando para el canalla, se produjo en el encuentro disputado el 11 de septiembre de 2000 ante Colón (derrota 1-0). El técnico auriazul era el Patón Bauza. Tuvo en adelante participación en Copa Libertadores y Copa Mercosur. No logró ganarse el puesto, y sus intervenciones fueron mayormente entrando desde el banco. Con la llegada de César Menotti a la conducción técnica de Central, vio reducidas sus chances de jugar. Dejó Central con 14 presencias en su haber. Luego de una fallida prueba en el fútbol colombiano, fichó por Atlético Piamonte de la Liga Departamental de fútbol San Martín, en la provincia de Santa Fe. Posteriormente tuvo participación en los torneos Argentino A y B, jugando para San Martín de Mendoza, Alumni de Villa María y Sarmiento de Resistencia. En 2008 volvió al fútbol de ligas regionales santafesinas, en esta oportunidad a la Liga Casildense. Allí tuvo varias temporadas con muy buenos rendimientos, vistiendo las camisetas de Atlético Pujato, Argentino de Fuentes y 9 de Julio de Arequito (campeón en 2012). En 2013 anunció su retiro de la actividad, pero en 2016 volvió al ruedo para vestir nuevamente la casaca de Atlético Piamonte.

## Clubes
| Club                    | País      | Año           |
| ----------------------- | --------- | ------------- |
| Rosario Central         | Argentina | 2000-2003     |
| Atlético Piamonte       | Argentina | 2004-2005     |
| Sarmiento (Resistencia) | Argentina | 2006          |
| San Martín (Mendoza)    | Argentina | 2006-2007     |
| Alumni (Villa María)    | Argentina | 2007          |
| Atlético Pujato         | Argentina | 2008-2009     |
| Argentino (Fuentes)     | Argentina | 2010-2011     |
| 9 de Julio (Arequito)   | Argentina | 2012          |
| Argentino (Fuentes)     | Argentina | 2013          |
| Atlético Piamonte       | Argentina | 2016-presente |

## Palmarés
| Equipo                | Liga       | País      | Título           | Año  |
| --------------------- | ---------- | --------- | ---------------- | ---- |
| 9 de Julio (Arequito) | Casildense | Argentina | Primera División | 2012 |